# Municipio de Ferguson (condado de Centre)
El municipio de Ferguson (en inglés: Ferguson Township) es un municipio ubicado en el condado de Centre en el estado de Pensilvania. En el año 2000 tenía una población de 14.063 habitantes y una densidad poblacional de 113 personas por km².

## Geografía
El municipio de Ferguson se encuentra ubicado en las coordenadas 40°44′00″N 77°56′59″O / 40.73333, -77.94972.

## Demografía
Según la Oficina del Censo en 2000 los ingresos medios por hogar en la localidad eran de $46,703 y los ingresos medios por familia eran $62,461. Los hombres tenían unos ingresos medios de $43,131 frente a los $26,796 para las mujeres. La renta per cápita para la localidad era de $22,724. Alrededor del 14% de la población estaban por debajo del umbral de pobreza.